# Tetragnatha insularis
Tetragnatha insularis là một loài nhện trong họ Tetragnathidae.
Loài này thuộc chi Tetragnatha. Tetragnatha insularis được miêu tả năm 1987 bởi Okuma.